# Roald "Kniksen" Jensen
Roald "Kniksen" Jensen, född 11 januari 1943 i Bergen, Norge, död 6 oktober 1987 på samma plats, var en norsk fotbollsspelare. Jensen representerade Brann och Heart of Midlothian och räknas som en av Norges bästa fotbollsspelare genom tiderna. Jensen spelade 31 landskamper för Norges landslag och gjorde 5 mål.

## Meriter
- Norsk mästare 1962 och 1971 med SK Brann.[1]
- Norsk cupmästare 1972 med SK Brann.[1]

## Eftermäle
- Den norska fotbollsutmärkelsen Kniksenprisen är uppkallad efter honom.[1]
- En staty föreställande Jensen, skapad av Per Ung, avtäcktes 1995 utanför Brann Stadion.[1]
- Ett område vid Brann Stadion, Kniksens plass, uppkallades efter honom 2008.[1]